# リー・バーナード
リー・ジェームズ・バーナード（英語: Lee James Barnard, 1984年7月18日 - ）は、イングランド・ロムフォード出身の元サッカー選手。ポジションはフォワード(CF)。

## 経歴
トッテナム・ホットスパーFCのユースチームで育ち、下部リーグのチームへとローン移籍を積んだのち、2005-06シーズンの2006年4月17日のプレミアリーグ、マンチェスター・ユナイテッドFC戦で78分にアーロン・レノンと代わって出場し、トップチームデビューを果たした。2005-06シーズンはトッテナムのトップチームでリーグ戦3試合に出場した。しかしトップチームでの出場機会、そしてプレミアリーグでの出場機会はこの3試合のみにとどまった。
2010年から所属したサウサンプトンFCでは2012年にプレミアリーグ昇格を経験したが、プレミアリーグ昇格後は1度もサウサンプトンで試合に出場することは出来なかった。